# Durlesbach (Schussen)
Der Durlesbach ist ein zusammen mit dem Mühlbach, dem etwas längeren seiner beiden Oberläufe, 71⁄2 km, ohne diesen 41⁄2 km langer Bach im Stadtgebiet von Bad Waldsee im Landkreis Ravensburg im südöstlichen Baden-Württemberg, der im Schussentobel beim Bahnhof Durlesbach nach insgesamt westlichem Lauf von links in die obere Schussen mündet.

## Geographie
Der Durlesbach entsteht auf einer Höhe von etwa 582 m ü. NHN wenig unterhalb der Dorfgrenze von Gaisbeuren aus dem Zusammenfluss seiner beiden Oberläufe, dem Mühlbach und dem Arisheimer Bach oder Zettelbach.

### Oberlauf Mühlbach
Der linke Oberlauf Mühlbach entsteht im bewaldeten Oberen Ried nahe an dessen Nordrand auf etwa 587 m ü. NHN etwas über einen halben Kilometer südwestlich des Weilers Dinnenried. Er fließt bald nordwärts in der offenen Flur in recht geraden Teilabschnitten durch eine flachgründige Mulde zwischen Dinnenried im Osten, von dem her ein etwas über einen Kilometer langer Zulauf von rechts zuläuft, und dem Weiler Atzenreute im Westen hindurch und durchquert dann das teilweise bewaldete Alte Ried, wo einige kurze Gräben von rechts zumünden. Danach passiert er einige Quellfassungen am flachen rechten Hang und nimmt von links und rechts jeweils einen weiteren kurzen Graben auf. Sodann wendet er sich durch Gaisbeuren, wo ihn die B 30 kreuzt, nach Nordwesten. Wenig abwärts der unteren Dorfgrenze fließt er mit dem rechten Oberlauf zusammen.
Der Mühlbach ist 3,0 km lang, hat ein etwa 4,3 km² großes Einzugsgebiet und mit rund ca. 1,6 ‰ ein sehr geringes mittleres Sohlgefälle.

### Oberlauf Arisheimer Bach oder Zettelbach
Der rechte Oberlauf Arisheimer Bach oder Zettelbach entsteht auf etwa 605 m ü. NHN beim Weiler Seeden an der Böschung über einer flachen rundlichen Senke, die er zunächst, dabei einige Entwässerungsgräben aufnehmend, auf etwa westlichem Lauf bis zum Weiler Arisheim durchläuft, nach dessen Durchquerung er sich nach Nordwesten wendet. Er fließt danach durch eine schmale Geländerinne, an der rechts Wald steht, auf Gaisbeuren zu, dessen Siedlungsbereich er anschließend teilweise verdolt durchquert und wo er unter der Bundesstraße hindurchfließt. Danach läuft er am Südwestrand eines Gewerbegebietes vorbei und fließt mit dem linken Mühlbach zusammen.
Der Arisheimer Bach oder Zettelbach ist 2,9 km lang, hat ein etwa 4,1 km² großes Einzugsgebiet und mit rund 8 ‰ ein merklich größeres mittleres Sohlgefälle als der andere Oberlauf.

### Verlauf
Der Durlesbach fließt zunächst schnurgerade und mit kaum Gefälle westwärts auf das Dorf Reute zu, das er danach in meist offenem und sich teils stark schlängelndem Lauf durchzieht. Etwa in der Ortsmitte wendet er sich dabei für mehr als den nächsten Kilometer in die Grobrichtung Südwesten, nun beginnt schon die Eintiefung seines Tales. Am Südende des Dorfes nimmt er auf etwa 560 m ü. NHN aus dem Süden den etwa 2 km langen Kümmerazhofer Bach auf, der zuletzt das namengebende Dorf Kümmerazhofen durchlaufen hat, und wendet sich dann nach Nordwesten. Zunächst noch an etwas Besiedlung vorbei schlängelt er sich leicht durch den immer tiefer eingeschnittenen und bewaldeten Durlesbachtobel, an dessen Ende er den Weiler Durlesbach im Schussentobel durchquert. Nachdem er unter den Gleisen der Bahnstrecke Ulm–Friedrichshafen hindurchgelaufen ist, mündet er wenig aufwärts des Bahnhofes Durlesbach von links und auf etwa 494 m ü. NHN in die obere Schussen.
Der Durlesbach mündet nach einem ab dem Zusammenfluss seiner Oberläufe 4,5 km langen Lauf mit mittlerem Sohlgefälle von etwa 20 ‰ rund 88 Höhenmeter tiefer.

### Einzugsgebiet
Der Durlesbach hat ein 13,7 km² großes Einzugsgebiet, zu dem seine beiden Oberläufe wie auch der Abschnitt ab deren Zusammenfluss jeweils rund ein Drittel beitragen. Es gehört naturräumlich zum Oberschwäbischen Hügelland, weit überwiegend zu dessen Unterraum Becken von Altshausen-Waldsee, allein der Unterlauftobel liegt im Tobel von Durlesbach des Unterraumes Altdorfer Wald. Sein höchster Punkt liegt ganz im Osten auf etwa 656 m ü. NHN auf der Waldkuppe Breites Loh etwas südlich des Dorfes Mittelurbach.
Es grenzt reihum an die Einzugsgebiete der folgenden Nachbargewässer:
- Im Nordwesten läuft der kurze Haldenwaldbach mündungsnah etwas oberhalb des Durlesbachs zur Schussen;
- im übrigens Norden speisen einige linke Zuflüsse, die weiter aufwärts die Schussen erreichende Steinach;
- im Osten fließt dicht an der Wasserscheide der Oberlauf Urbach der Steinach nordwärts;
- jenseits der südöstlichen Wasserscheide nimmt der Venusbach den Abfluss zur anderen Seite auf und führt ihn zur Wolfegger Ach, die weiter abwärts in die Schussen mündet;
- das im Südwesten angrenzende Gebiet wird größtenteils von deren großem Zufluss Sulzmoosbach und der Bampfen wenig aufwärts der Wolfegger Ach zur Schussen entwässert.

Im Einzugsgebiet steht vor allem in Randbereichen und im Unterlauftobel etwas Wald, es dominiert darin jedoch die offene Flur, in der es etwas mehr Wiesen als Äcker gibt. Fast das ganze Gebiet und die gesamte Besiedlung darin gehören zur Stadt Bad Waldsee, nur im Südosten gehört ein sehr kleiner Randzwickel zur Gemeinde Bergatreute. Die  größten Orte darin sind die Dörfer Gaisbeuren, Reute und Kümmerazhofen, die alle nur zu mehr oder weniger großem Teil innerhalb liegen, sowie die ebenfalls bei den Verlaufsberschreibungen genannten kleinen Weiler Seeden, Arisreute, Dinnenried, Atzenreute, Durlesbach, dazu die Weiler Wolpertsheim, Neuurbach, ein Zwickel des Dorfes Mittelurbach sowie wenige kleinere, teils namenlose Siedlungsplätze.

### Zuflüsse und Seen
Liste der Zuflüsse und  Seen von der Quelle zur Mündung. Gewässerlänge, Einzugsgebiet und Höhe nach den entsprechenden Layern auf der Onlinekarte der LUBW. Andere Quellen für die Angaben sind vermerkt.
Zusammenfluss des Durlesbachs auf etwa 582 m ü. NHN aus seinen Oberläufen Mühlbach und Arisheimer Bach/Zettelbach wenig abwärts von Bad Waldsee-Gaisbeuren.
- Mühlbach, linker Oberlauf aus dem Süden, 3,0 km und ca. 4,3 km². Entsteht auf etwa 587 m ü. NHN südwestlich von Dinnenried am Nordrand des Oberen Rieds und läuft in einer sehr flachen, moorigen Mulde nordwärts.
  - (Zufluss aus Dinnenried), von rechts und Nordosten auf 585,2 m ü. NHN[LUBW 5] am Brühl westlich von Dinnenried, 1,1 km und ca. 0,8 km². Entsteht auf etwa 604 m ü. NHN nordöstlich von Dinnenried am Westfuß der Schwende.
- Arisheimer Bach oder Zettelbach[LUBW 4], rechter Oberlauf aus dem Ostsüdosten, 2,9 km und ca. 4,1 km². Entsteht auf etwa 605 m ü. NHN am Südwestrand von Seeden, durchläuft bis Arisheim eine moorige Niederung und wendet sich dann nach Nordwesten durch eine schmale Talmulde in Richtung Gaisbeuren.
- Kümmerazhofer Bach, abschnittsweise auch Rheingraben, von links und Süden auf 559,9 m ü. NHN[LUBW 5] am Südrand von Reute, 2,1 km und ca. 2,1 km². Entsteht auf etwa 588 m ü. NHN in den Grindelwiesen zwischen Enzisreute und Kümmerazhofen.
  - (Anderer Oberlauf), von links in geraderer Linie von Süden auf etwa 574 m ü. NHN am nordöstlichen Kümmerazhofen, 1,3 km und ca. 0,4 km². Entsteht auf etwa 587 m ü. NHN neben dem obersten Lauf des Kümmerazhofer Bachs in den Grindelwiesen.

Mündung des Durlesbachs von links und zuletzt Südosten auf etwa 494 m ü. NHN wenig oberhalb des Bahnhofs Durlesbach in die obere Schussen. Der Durlesbach ist selbst 4,5 km lang, zusammen mit jedem seiner Oberläufe etwa 7,5 km, und hat ein 13,7 km² großes Einzugsgebiet.

## Geologie
Im Einzugsgebiet stehen fast überall im Quartär abgelagerte Gesteine aus dem Vorstoß des Rheingletschers zur Jungmoräne (Würm-Glazial) an, überwiegend Diamiktite, im Bereich des Durlesbachtobels unterhalb von Reute Beckensedimente. Die flache Mulde unmittelbar westlich von Seeden und großflächiger die nordwärts ziehende Talmulde des Mühlbachs sind dagegen von holozänen Niedermooren bedeckt, die auch an anderen Stellen im Einzugsgebiet kleinräumig vertreten sind; an den beiden Oberläufen des Kümmerazhofer Baches gibt es anmoorige Abschnitte.

## Natur und Schutzgebiete
In den flachen Senken westlich von Seeden, am Nordrand des Oberen Riedes, im Alten Ried, in den Grindelwiesen sowie linksseits des Durlesbach-Südbogens durch Reute liegen geschützte Feuchtgebiete. Durch seinen Tobel zieht der Bach teilweise in sumpfigem Grund, dort laufen ihm auch kurze Abflüsse aus Hangquellen zu, von denen eine ein Quellmoor gebildet hat. Dieses und ein Teil der Senke westlich von Seeden sind als Naturdenkmal geschützt. Über die Hälfte des Einzugsgebietes liegt in Wasserschutzgebieten.

### LUBW
Amtliche Online-Gewässerkarte mit passendem Ausschnitt und den hier benutzten Layern: Lauf und Einzugsgebiet des Durlesbachs

Allgemeiner Einstieg ohne Voreinstellungen und Layer: Daten- und Kartendienst der Landesanstalt für Umwelt Baden-Württemberg (LUBW) (Hinweise)
1. 1 2 3 4 5  Höhe nach dem Höhenlinienbild auf dem Hintergrundlayer Topographische Karte.
2. 1 2 3 4  Länge nach dem Layer Gewässernetz (AWGN).
3. 1 2  Einzugsgebiet nach dem Layer Basiseinzugsgebiet (AWGN).
4. 1 2  Name Zettelbach für den auf dem Layer Gewässername allein Arisrieder Bach genannten rechten Oberlauf erschlossen aus dem Namen der Straße Am Zettelbach in Gaisbeuren, die entlang und auf der Gewässertrasse verläuft.
5. 1 2 3  Höhe nach grauer Beschriftung auf dem Hintergrundlayer Topographische Karte.
6. ↑  Einzugsgebiet abgemessen auf dem Hintergrundlayer Topographische Karte.
7. ↑  Schutzgebiete nach den einschlägigen Layern, Natur teilweise nach dem Layer Geschützte Biotope.

### Andere Belege
1. ↑  Abfluss-BW - Daten und Karten
2. ↑  Hansjörg Dongus: Geographische Landesaufnahme: Die naturräumlichen Einheiten auf Blatt 187/193 Lindau/Oberstdorf. Bundesanstalt für Landeskunde, Bad Godesberg 1991. → Online-Karte (PDF; 6,1 MB)
3. ↑  Geologie nach den Layern zu Geologische Karte 1:50.000 auf: Mapserver des Landesamtes für Geologie, Rohstoffe und Bergbau (LGRB) (Hinweise)